# Meprobamat
Meprobamat (Miltown, Equanil, Meprospan) karbamatni je derivat koji se koristi kao anksiolitički lek. On se svojevremeno bio jedan od najšire korišćenih anksiolitika, ali je u velikoj meri zamenjen benzodiazepinima, zbog nihovog šireg terapeutskog indeksa (niže toksičnosti) i manje učestalosti znatnih nuspojava.

## Hemija
Meprobamat, 2-metil-2-propil-1,3-propandiol dikarbamat se sintetiše reakcijom 2-metilvaleraldehida sa dva molekula formaldehida i naknadnom transformacijom rezultujućeg 2-metil-2-propilpropan-1,3-diola u dikarbamat putem sukcesivnih reakcija sa fosgenom i amonijakom.

## Spoljašnje veze
- Архивирано на веб-сајту  (31. август 2012).

|  | Molimo Vas, obratite pažnju na važno upozorenje u vezi sa temama iz oblasti medicine (zdravlja). |